# Grupa Armii Boehna
Grupa Armii Boehna  (niem. Herresgruppe Boehns)  – związek operacyjny Armii Cesarstwa Niemieckiego. 

## Charakterystyka
W sierpniu 1914 rozwinięto w Niemczech do etatów wojennych związki operacyjne (armie). Celem koordynacji działań poszczególnych armii, utworzono wyższe związki operacyjne – grupy armii. Były to tymczasowe jednostki organizacyjne czasu wojny złożone ze zmiennej liczby armii, samodzielnych korpusów i dywizji, przy czym sztab jednej z armii pełnił funkcję sztabu całej grupy.

W celu koordynacji obrony wojsk niemieckich broniących Linii Zygfryda, w południowej części frontu w Artois,12 sierpnia 1918 utworzona została Grupa Armii pod dowództwem gen. płk. Maxa von Boehna. Grupę rozwiązano 8 października 1918.

## Struktura organizacyjna
Skład w sierpniu 1918:
- dowództwo grupy armii
- 2 Armia
- 9 Armia
- 18 Armia